# 24 Horas de Le Mans de 1990
As 24 Hours of Le Mans de 1990 foi o 58º grande prêmio automobilístico das 24 Horas de Le Mans, tendo acontecido nos dias 16 e 17 de junho 1990 em Le Mans, França no autódromo francês, Circuit de la Sarthe.

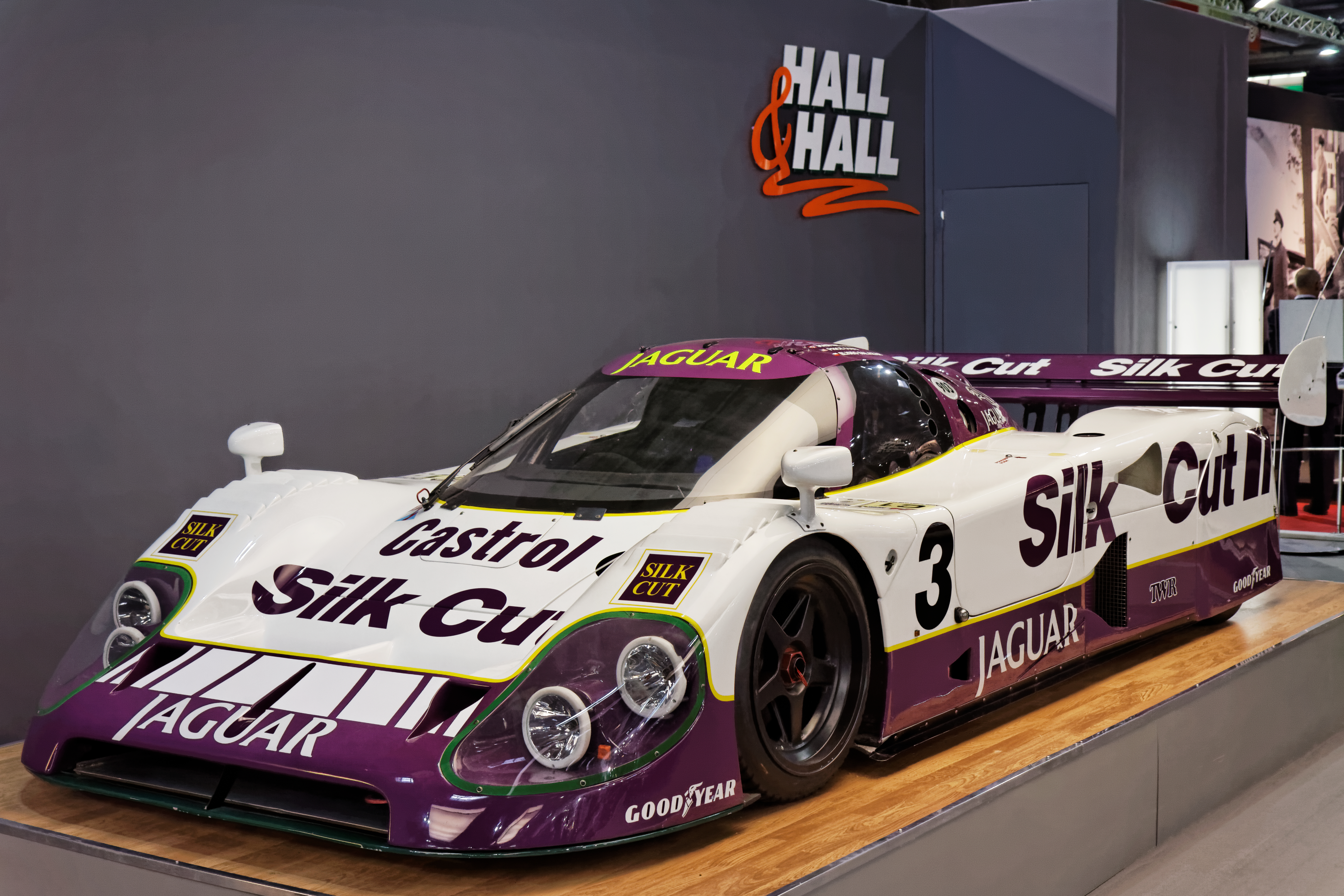
1. 3 Jaguar XJR-12

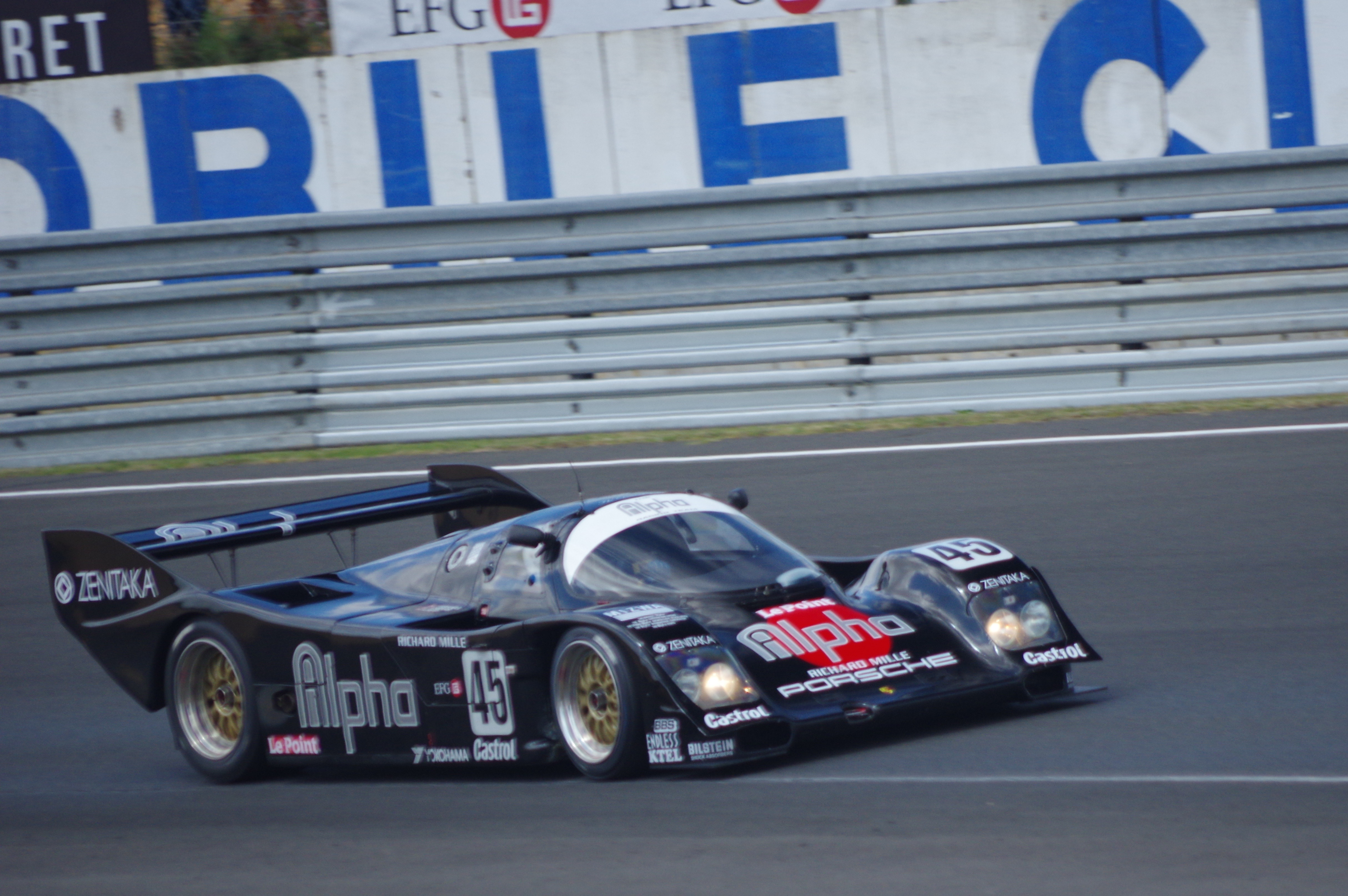
1. 45 Alpha Racing Porsche 962C.

## Qualificação
Os líderes estão em negrito
| Pos | Nº. | Equipe                             | Chassi           | Classe | Tempo    | Diferença |
| --- | --- | ---------------------------------- | ---------------- | ------ | -------- | --------- |
| 1   | 24  | Nissan Motorsports International   | Nissan R90CK     | C1     | 3:27.020 |           |
| 2   | 16  | Repsol Brun Motorsport             | Porsche 962C     | C1     | 3:33.060 | +6.040    |
| 3   | 23  | Nissan Motorsports International   | Nissan R90CP     | C1     | 3:33.170 | +6.150    |
| 4   | 83  | Nissan Performance Technology Inc. | Nissan R90CK     | C1     | 3:33.280 | +6.260    |
| 5   | 25  | Nissan Motorsports International   | Nissan R90CK     | C1     | 3:35.760 | +8.740    |
| 6   | 7   | Joest Porsche Racing               | Porsche 962C     | C1     | 3:36.080 | +9.060    |
| 7   | 4   | Silk Cut Jaguar                    | Jaguar XJR-12    | C1     | 3:36.100 | +9.080    |
| 8   | 1   | Silk Cut Jaguar                    | Jaguar XJR-12    | C1     | 3:36.550 | +9.530    |
| 9   | 3   | Silk Cut Jaguar                    | Jaguar XJR-12    | C1     | 3:37.000 | +9.980    |
| 10  | 36  | Toyota Team SARD                   | Toyota 90C-V     | C1     | 3:37.130 | +10.110   |
| 11  | 63  | Trust Racing Team                  | Porsche 962C     | C1     | 3:38.280 | +11.260   |
| 12  | 10  | Porsche Kremer Racing              | Porsche 962CK6   | C1     | 3:38.390 | +11.370   |
| 13  | 43  | Richard Lloyd Racing               | Porsche 962C GTi | C1     | 3:38.720 | +11.700   |
| 14  | 37  | Toyota Team SARD                   | Toyota 90C-V     | C1     | 3:38.740 | +11.720   |
| 15  | 26  | Obermaier Racing                   | Porsche 962C     | C1     | 3:39.380 | +12.360   |
| 16  | 38  | Toyota Team SARD                   | Toyota 90C-V     | C1     | 3:39.760 | +12.740   |
| 17  | 2   | Silk Cut Jaguar                    | Jaguar XJR-12    | C1     | 3:39.780 | +12.760   |
| 18  | 9   | Joest Porsche Racing               | Porsche 962C     | C1     | 3:40.010 | +12.990   |
| 19  | 11  | Porsche Kremer Racing              | Porsche 962CK6   | C1     | 3:40.270 | +13.250   |
| 20  | 45  | Alpha Racing Team                  | Porsche 962C     | C1     | 3:41.320 | +14.300   |
| 21  | 44  | Richard Lloyd Racing               | Porsche 962C     | C1     | 3:42.730 | +15.710   |
| 22  | 202 | Mazdaspeed Co. Ltd.                | Mazda 787        | GTP    | 3:43.040 | +16.020   |
| 23  | 201 | Mazdaspeed Co. Ltd.                | Mazda 787        | GTP    | 3:43.350 | +16.330   |
| 24  | 85  | Team Le Mans                       | Nissan R89C      | C1     | 3:43.400 | +16.380   |
| 25  | 84  | Nissan Performance Technology Inc. | Nissan R90CK     | C1     | 3:44.280 | +17.260   |
| 26  | 13  | Courage Compétition                | Cougar C24S      | C1     | 3:44.340 | +17.320   |
| 27  | 33  | Team Schuppan                      | Porsche 962C     | C1     | 3:45.440 | +17.420   |
| 28  | 27  | Obermaier Racing                   | Porsche 962C     | C1     | 3:45.570 | +18.550   |
| 29  | 82  | Courage Compétition                | Nissan R89C      | C1     | 3:45.660 | +18.640   |
| 30  | 6   | Joest Porsche Racing               | Porsche 962C     | C1     | 3:45.770 | +18.750   |
| 31  | 55  | Team Schuppan                      | Porsche 962C     | C1     | 3:46.010 | +18.990   |
| 32  | 21  | Spice Engineering                  | Spice SE90C      | C1     | 3:47.750 | +20.730   |
| 33  | 15  | Brun Motorsport                    | Porsche 962C     | C1     | 3:47.920 | +20.900   |
| 34  | 203 | Mazdaspeed Co. Ltd.                | Mazda 767B       | GTP    | 3:49.450 | +22.430   |
| 35  | 230 | Momo Gebhardt Racing               | Porsche 962C     | GTP    | 3:49.960 | +22.940   |
| 36  | 103 | Team Mako                          | Spice SE88C      | C2     | 3:50.690 | +23.670   |
| 37  | 54  | Mussato Action                     | Lancia LC2       | C1     | 3:54.560 | +27.540   |
| 38  | 107 | Pierre-Alain Lombardi              | Spice SE86C      | C2     | 3:57.490 | +30.470   |
| 39  | 102 | Graff Racing                       | Spice SE89C      | C2     | 3:59.340 | +32.320   |
| 40  | 12  | Courage Compétition                | Cougar C24S      | C1     | 3:59.540 | +32.520   |
| 41  | 19  | Team Davey                         | Porsche 962C     | C1     | 4:00.070 | +33.050   |
| 42  | 113 | Etablissement Chereau              | Cougar C20B      | C2     | 4:00.550 | +33.530   |
| 43  | 131 | GP Motorsport                      | Spice SE87C      | C2     | 4:02.590 | +35.570   |
| 44  | 106 | Louis Descartes                    | ALD C289         | C2     | 4:03.030 | +36.010   |
| 45  | 128 | Chamberlain Engineering            | Spice SE90C      | C2     | 4:04.090 | +37.070   |
| 46  | 116 | PC Automotive                      | Spice SE89C      | C2     | 4:05.070 | +38.050   |
| 47  | 132 | GP Motorsport                      | Tiga GC289       | C2     | 4:10.460 | +43.440   |
| 48  | 105 | ADA Engineering                    | ADA 02B          | C2     | 4:13.640 | +46.620   |
| 49  | 20  | Team Davey                         | Porsche 962C     | C1     | 4:14.900 | +47.880   |
| WD  | 8   | Joest Porsche Racing               | Porsche 962C     | C1     | 3:40.240 | +13.220   |
| DNQ | 110 | Argo Cars                          | Argo JM19        | C2     | 4:17.690 | +50.670   |
| DNQ | 30  | GP Motorsport                      | Spice SE90C      | C1     | 4:20.930 | +53.910   |
| DNQ | 59  | Paul Canary                        | Eagle 700        | C1     | 5:39.020 | +2:12.000 |
| DNQ | 61  | Paul Canary                        | Norma M6         | C1     | -        | -         |

## Resultados Finais
| Pos    | Classe | No  | Equipe                                | Pilotos                                                  | Chassis                            | Pneus | Voltas |
| Pos    | Classe | No  | Equipe                                | Pilotos                                                  | Motor                              | Pneus | Voltas |
| ------ | ------ | --- | ------------------------------------- | -------------------------------------------------------- | ---------------------------------- | ----- | ------ |
| 1      | C1     | 3   | Silk Cut Jaguar Tom Walkinshaw Racing | John Nielsen Price Cobb Martin Brundle                   | Jaguar XJR-12                      | G     | 359    |
| 1      | C1     | 3   | Silk Cut Jaguar Tom Walkinshaw Racing | John Nielsen Price Cobb Martin Brundle                   | Jaguar 7.0L V12                    | G     | 359    |
| 2      | C1     | 2   | Silk Cut Jaguar Tom Walkinshaw Racing | Jan Lammers Andy Wallace Franz Konrad                    | Jaguar XJR-12                      | G     | 355    |
| 2      | C1     | 2   | Silk Cut Jaguar Tom Walkinshaw Racing | Jan Lammers Andy Wallace Franz Konrad                    | Jaguar 7.0L V12                    | G     | 355    |
| 3      | C1     | 45  | Alpha Racing Team                     | Tiff Needell David Sears Anthony Reid                    | Porsche 962C                       | Y     | 352    |
| 3      | C1     | 45  | Alpha Racing Team                     | Tiff Needell David Sears Anthony Reid                    | Porsche Type-935 3.0L Turbo Flat-6 | Y     | 352    |
| 4      | C1     | 7   | Joest Porsche Racing                  | Hans Joachim Stuck Derek Bell Frank Jelinski             | Porsche 962C                       | M     | 350    |
| 4      | C1     | 7   | Joest Porsche Racing                  | Hans Joachim Stuck Derek Bell Frank Jelinski             | Porsche Type-935 3.0L Turbo Flat-6 | M     | 350    |
| 5      | C1     | 23  | Nissan Motorsports International      | Masahiro Hasemi Kazuyoshi Hoshino Toshio Suzuki          | Nissan R90CP                       | D     | 348    |
| 5      | C1     | 23  | Nissan Motorsports International      | Masahiro Hasemi Kazuyoshi Hoshino Toshio Suzuki          | Nissan VRH35Z 3.5L Turbo V8        | D     | 348    |
| 6      | C1     | 36  | Toyota Team Tom's                     | Geoff Lees Masanori Sekiya Hitoshi Ogawa                 | Toyota 90C-V                       | B     | 347    |
| 6      | C1     | 36  | Toyota Team Tom's                     | Geoff Lees Masanori Sekiya Hitoshi Ogawa                 | Toyota R32V 3.2L Turbo V8          | B     | 347    |
| 7      | C1     | 13  | Courage Compétition                   | Pascal Fabre Michel Trollé Lionel Robert                 | Cougar C24S                        | G     | 347    |
| 7      | C1     | 13  | Courage Compétition                   | Pascal Fabre Michel Trollé Lionel Robert                 | Porsche Type-935 3.0L Turbo Flat-6 | G     | 347    |
| 8      | C1     | 9   | Joest Porsche Racing                  | Louis Krages Stanley Dickens Bob Wollek                  | Porsche 962C                       | M     | 346    |
| 8      | C1     | 9   | Joest Porsche Racing                  | Louis Krages Stanley Dickens Bob Wollek                  | Porsche Type-935 3.0L Turbo Flat-6 | M     | 346    |
| 9      | C1     | 27  | Obermaier Racing                      | Jürgen Lässig Pierre Yver Otto Altenbach                 | Porsche 962C                       | G     | 341    |
| 9      | C1     | 27  | Obermaier Racing                      | Jürgen Lässig Pierre Yver Otto Altenbach                 | Porsche Type-935 3.0L Turbo Flat-6 | G     | 341    |
| 10     | C1     | 15  | Brun Motorsport                       | Harald Huysman Massimo Sigala Bernard Santal             | Porsche 962C                       | Y     | 335    |
| 10     | C1     | 15  | Brun Motorsport                       | Harald Huysman Massimo Sigala Bernard Santal             | Porsche Type-935 3.0L Turbo Flat-6 | Y     | 335    |
| 11     | C1     | 44  | Richard Lloyd Racing                  | John Watson Bruno Giacomelli Allen Berg                  | Porsche 962C                       | G     | 335    |
| 11     | C1     | 44  | Richard Lloyd Racing                  | John Watson Bruno Giacomelli Allen Berg                  | Porsche Type-935 3.0L Turbo Flat-6 | G     | 335    |
| 12     | C1     | 33  | Team Schuppan Omron Racing            | Hurley Haywood Wayne Taylor Rickard Rydell               | Porsche 962C                       | D     | 332    |
| 12     | C1     | 33  | Team Schuppan Omron Racing            | Hurley Haywood Wayne Taylor Rickard Rydell               | Porsche Type-935 3.0L Turbo Flat-6 | D     | 332    |
| 13     | C1     | 63  | Trust Racing Team                     | George Fouché Steven Andskär Shunji Kasuya               | Porsche 962C                       | D     | 330    |
| 13     | C1     | 63  | Trust Racing Team                     | George Fouché Steven Andskär Shunji Kasuya               | Porsche Type-935 3.0L Turbo Flat-6 | D     | 330    |
| 14     | C1     | 6   | Joest Porsche Racing                  | Jean-Louis Ricci Henri Pescarolo Jacques Laffite         | Porsche 962C                       | G     | 328    |
| 14     | C1     | 6   | Joest Porsche Racing                  | Jean-Louis Ricci Henri Pescarolo Jacques Laffite         | Porsche Type-935 3.0L Turbo Flat-6 | G     | 328    |
| 15     | C1     | 55  | Team Schuppan Omron Racing            | Eje Elgh Thomas Danielsson Thomas Mezera                 | Porsche TS962                      | D     | 326    |
| 15     | C1     | 55  | Team Schuppan Omron Racing            | Eje Elgh Thomas Danielsson Thomas Mezera                 | Porsche Type-935 3.0L Turbo Flat-6 | D     | 326    |
| 16     | C1     | 11  | Porsche Kremer Racing                 | Patrick Gonin Philippe Alliot Bernard de Dryver          | Porsche 962CK6                     | Y     | 319    |
| 16     | C1     | 11  | Porsche Kremer Racing                 | Patrick Gonin Philippe Alliot Bernard de Dryver          | Porsche Type-935 3.0L Turbo Flat-6 | Y     | 319    |
| 17     | C1     | 84  | Nissan Performance Technology Inc.    | Steve Millen Michael Roe Bob Earl                        | Nissan R90CK                       | G     | 311    |
| 17     | C1     | 84  | Nissan Performance Technology Inc.    | Steve Millen Michael Roe Bob Earl                        | Nissan VRH35Z 3.5L Turbo V8        | G     | 311    |
| 18     | C1     | 21  | Spice Engineering                     | Fermín Velez Tim Harvey Chris Hodgetts                   | Spice SE90C                        | G     | 308    |
| 18     | C1     | 21  | Spice Engineering                     | Fermín Velez Tim Harvey Chris Hodgetts                   | Ford Cosworth DFZ 3.5L V8          | G     | 308    |
| 19     | C1     | 20  | Team Davey                            | Max Cohen-Olivar Giovanni Lavaggi Tim Lee-Davey          | Porsche 962C                       | D     | 306    |
| 19     | C1     | 20  | Team Davey                            | Max Cohen-Olivar Giovanni Lavaggi Tim Lee-Davey          | Porsche Type-935 3.0L Turbo Flat-6 | D     | 306    |
| 20     | GTP    | 203 | Mazdaspeed Co. Ltd.                   | Takashi Yorino Yoshimi Katayama Yojiro Terada            | Mazda 767B                         | D     | 304    |
| 20     | GTP    | 203 | Mazdaspeed Co. Ltd.                   | Takashi Yorino Yoshimi Katayama Yojiro Terada            | Mazda 13J 2.6L 4-Rotor             | D     | 304    |
| 21     | C2     | 116 | PC Automotive                         | Richard Piper Olindo Iacobelli Mike Youles               | Spice SE89C                        | G     | 304    |
| 21     | C2     | 116 | PC Automotive                         | Richard Piper Olindo Iacobelli Mike Youles               | Ford Cosworth DFL 3.3L V8          | G     | 304    |
| 22     | C1     | 82  | Courage Compétition                   | Hervé Regout Alain Cudini Costas Los                     | Nissan R89C                        | G     | 300    |
| 22     | C1     | 82  | Courage Compétition                   | Hervé Regout Alain Cudini Costas Los                     | Nissan VRH35Z 3.5L Turbo V8        | G     | 300    |
| 23     | C2     | 102 | Graff Racing                          | Xavier Lapeyre Jean-Philippe Grand Michel Maisonneuve    | Spice SE89C                        | G     | 291    |
| 23     | C2     | 102 | Graff Racing                          | Xavier Lapeyre Jean-Philippe Grand Michel Maisonneuve    | Ford Cosworth DFL 3.3L V8          | G     | 291    |
| 24     | C1     | 10  | Porsche Kremer Racing                 | Kunimitsu Takahashi Sarel van der Merwe Hideki Okada     | Porsche 962CK6                     | Y     | 279    |
| 24     | C1     | 10  | Porsche Kremer Racing                 | Kunimitsu Takahashi Sarel van der Merwe Hideki Okada     | Porsche Type-935 3.0L Turbo Flat-6 | Y     | 279    |
| 25     | C2     | 103 | Team Mako                             | Robbie Stirling James Shead Ross Hyett                   | Spice SE88C                        | G     | 274    |
| 25     | C2     | 103 | Team Mako                             | Robbie Stirling James Shead Ross Hyett                   | Ford Cosworth DFL 3.3L V8          | G     | 274    |
| 26     | C1     | 19  | Team Davey                            | Katsunori Iketani Patrick Trucco Pierre de Thoisy        | Porsche 962C                       | D     | 261    |
| 26     | C1     | 19  | Team Davey                            | Katsunori Iketani Patrick Trucco Pierre de Thoisy        | Porsche Type-935 3.0L Turbo Flat-6 | D     | 261    |
| 27     | C2     | 131 | GP Motorsport                         | Richard Jones Dudley Wood Stephen Hynes                  | Spice SE87C                        | G     | 260    |
| 27     | C2     | 131 | GP Motorsport                         | Richard Jones Dudley Wood Stephen Hynes                  | Ford Cosworth DFL 3.9L V8          | G     | 260    |
| 28     | C2     | 132 | GP Motorsport                         | Craig Simmiss Alistair Fenwick Alex Postan               | Tiga GC289                         | G     | 255    |
| 28     | C2     | 132 | GP Motorsport                         | Craig Simmiss Alistair Fenwick Alex Postan               | Ford Cosworth DFL 3.9L V8          | G     | 255    |
| 29 DNF | C1     | 16  | Repsol Brun Motorsport                | Oscar Larrauri Jésus Pareja Walter Brun                  | Porsche 962C                       | Y     | 353    |
| 29 DNF | C1     | 16  | Repsol Brun Motorsport                | Oscar Larrauri Jésus Pareja Walter Brun                  | Porsche Type-935 3.0L Turbo Flat-6 | Y     | 353    |
| 30 DNF | C1     | 4   | Silk Cut Jaguar Tom Walkinshaw Racing | Davy Jones Michel Ferté Eliseo Salazar                   | Jaguar XJR-12                      | G     | 282    |
| 30 DNF | C1     | 4   | Silk Cut Jaguar Tom Walkinshaw Racing | Davy Jones Michel Ferté Eliseo Salazar                   | Jaguar 7.0L V12                    | G     | 282    |
| 31 DNF | C2     | 128 | Chamberlain Engineering               | Philippe de Henning Charles Zwolsman Robin Donovan       | Spice SE90C                        | G     | 255    |
| 31 DNF | C2     | 128 | Chamberlain Engineering               | Philippe de Henning Charles Zwolsman Robin Donovan       | Ford Cosworth DFZ 3.5L V8          | G     | 255    |
| 32 DNF | C1     | 83  | Nissan Performance Technology Inc.    | Geoff Brabham Chip Robinson Derek Daly                   | Nissan R90CK                       | G     | 251    |
| 32 DNF | C1     | 83  | Nissan Performance Technology Inc.    | Geoff Brabham Chip Robinson Derek Daly                   | Nissan VRH35Z 3.5L Turbo V8        | G     | 251    |
| 33 DNF | C1     | 38  | Toyota Team SARD                      | Pierre Henri Raphanel Roland Ratzenberger Naoki Nagasaka | Toyota 90C-V                       | D     | 241    |
| 33 DNF | C1     | 38  | Toyota Team SARD                      | Pierre Henri Raphanel Roland Ratzenberger Naoki Nagasaka | Toyota R32V 3.2L Turbo V8          | D     | 241    |
| 34 DNF | C1     | 1   | Silk Cut Jaguar Tom Walkinshaw Racing | Martin Brundle Alain Ferté David Leslie                  | Jaguar XJR-12                      | G     | 220    |
| 34 DNF | C1     | 1   | Silk Cut Jaguar Tom Walkinshaw Racing | Martin Brundle Alain Ferté David Leslie                  | Jaguar 7.0L V12                    | G     | 220    |
| 35 DNF | C1     | 85  | Team Le Mans                          | Takao Wada Anders Olofsson Maurizio Sandro Sala          | Nissan R89C                        | Y     | 182    |
| 35 DNF | C1     | 85  | Team Le Mans                          | Takao Wada Anders Olofsson Maurizio Sandro Sala          | Nissan VRH35Z 3.5L Turbo V8        | Y     | 182    |
| 36 DNF | C1     | 43  | Richard Lloyd Racing Italya Sport     | Manuel Reuter JJ Lehto James Weaver                      | Porsche 962C GTi                   | G     | 181    |
| 36 DNF | C1     | 43  | Richard Lloyd Racing Italya Sport     | Manuel Reuter JJ Lehto James Weaver                      | Porsche Type-935 3.0L Turbo Flat-6 | G     | 181    |
| 37 DNF | C2     | 107 | Pierre-Alain Lombardi                 | Pierre-Alain Lombardi Denis Morin Ferdinand de Lesseps   | Spice SE87C                        | G     | 170    |
| 37 DNF | C2     | 107 | Pierre-Alain Lombardi                 | Pierre-Alain Lombardi Denis Morin Ferdinand de Lesseps   | Ford Cosworth DFY 3.0L V8          | G     | 170    |
| 38 DNF | C2     | 105 | ADA Engineering                       | Ian Harrower John Sheldon Jerry Mahony                   | ADA 02B                            | G     | 164    |
| 38 DNF | C2     | 105 | ADA Engineering                       | Ian Harrower John Sheldon Jerry Mahony                   | Ford Cosworth DFL 3.3L V8          | G     | 164    |
| 39 DNF | GTP    | 201 | Mazdaspeed Co. Ltd.                   | Volker Weidler Bertrand Gachot Johnny Herbert            | Mazda 787                          | D     | 148    |
| 39 DNF | GTP    | 201 | Mazdaspeed Co. Ltd.                   | Volker Weidler Bertrand Gachot Johnny Herbert            | Mazda R26B 2.6L 4-Rotor            | D     | 148    |
| 40 DNF | GTP    | 202 | Mazdaspeed Co. Ltd.                   | Stefan Johansson Dave Kennedy Pierre Dieudonné           | Mazda 787                          | D     | 147    |
| 40 DNF | GTP    | 202 | Mazdaspeed Co. Ltd.                   | Stefan Johansson Dave Kennedy Pierre Dieudonné           | Mazda R26B 2.6L 4-Rotor            | D     | 147    |
| 41 DNF | C1     | 24  | Nissan Motorsports International      | Mark Blundell Julian Bailey Gianfranco Brancatelli       | Nissan R90CK                       | D     | 142    |
| 41 DNF | C1     | 24  | Nissan Motorsports International      | Mark Blundell Julian Bailey Gianfranco Brancatelli       | Nissan VRH35Z 3.5L Turbo V8        | D     | 142    |
| 42 DNF | GTP    | 230 | MOMO Gebhardt Racing                  | Gianpiero Moretti Nick Adams Günther Gebhardt            | Porsche 962C                       | G     | 138    |
| 42 DNF | GTP    | 230 | MOMO Gebhardt Racing                  | Gianpiero Moretti Nick Adams Günther Gebhardt            | Porsche Type-935 3.0L Turbo Flat-6 | G     | 138    |
| 43 DNF | C1     | 26  | Obermaier Racing                      | Jürgen Oppermann Harald Grohs Marc Duez                  | Porsche 962C                       | G     | 140    |
| 43 DNF | C1     | 26  | Obermaier Racing                      | Jürgen Oppermann Harald Grohs Marc Duez                  | Porsche Type-935 3.0L Turbo Flat-6 | G     | 140    |
| 44 DNF | C1     | 54  | Mussato Action Cars                   | Massimo Monti Fabio Magnani                              | Lancia LC2                         | D     | 86     |
| 44 DNF | C1     | 54  | Mussato Action Cars                   | Massimo Monti Fabio Magnani                              | Ferrari 308C 3.0L Turbo V8         | D     | 86     |
| 45 DNF | C1     | 37  | Toyota Team Tom's                     | Aguri Suzuki Johnny Dumfries Roberto Ravaglia            | Toyota 90C-V                       | B     | 64     |
| 45 DNF | C1     | 37  | Toyota Team Tom's                     | Aguri Suzuki Johnny Dumfries Roberto Ravaglia            | Toyota R32V 3.2L Turbo V8          | B     | 64     |
| 46 DNF | C1     | 12  | Courage Compétition                   | Bernard Thuner Alain Ianetta Pascal Pessiot              | Cougar C24S                        | G     | 57     |
| 46 DNF | C1     | 12  | Courage Compétition                   | Bernard Thuner Alain Ianetta Pascal Pessiot              | Porsche Type-935 3.0L Turbo Flat-6 | G     | 57     |
| 47 DNF | C2     | 113 | Etablissements Chereau                | Philippe Farjon Jean Messaoudi                           | Cougar C20S                        | G     | 43     |
| 47 DNF | C2     | 113 | Etablissements Chereau                | Philippe Farjon Jean Messaoudi                           | Porsche Type-935 2.8L Turbo Flat-6 | G     | 43     |
| 48 DNF | C2     | 106 | Automobiles Louis Descartes           | François Migault Gérard Tremblay Jacques Heuclin         | ALD C289                           | D     | 36     |
| 48 DNF | C2     | 106 | Automobiles Louis Descartes           | François Migault Gérard Tremblay Jacques Heuclin         | Ford Cosworth DFL 3.3L V8          | D     | 36     |
| 49 DNF | C1     | 25  | Nissan Motorsports International      | Kenny Acheson Martin Donnelly Olivier Grouillard         | Nissan R90CK                       | D     | 0      |
| 49 DNF | C1     | 25  | Nissan Motorsports International      | Kenny Acheson Martin Donnelly Olivier Grouillard         | Nissan VRH35Z 3.5L Turbo V8        | D     | 0      |
| DNS    | C1     | 8   | Joest Porsche Racing                  | Bob Wollek Jonathan Palmer Philippe Alliot               | Porsche 962C                       | M     | -      |
| DNS    | C1     | 8   | Joest Porsche Racing                  | Bob Wollek Jonathan Palmer Philippe Alliot               | Porsche Type-935 3.0L Turbo Flat-6 | M     | -      |
| DNQ    | C2     | 110 | Argo Cars Ltd                         | Ian Khan Ann Baverey Michael Dow                         | Argo JM19C                         | G     | -      |
| DNQ    | C2     | 110 | Argo Cars Ltd                         | Ian Khan Ann Baverey Michael Dow                         | Cosworth DFL 3.3L V8               | G     | -      |
| DNQ    | C1     | 30  | GP Motorsport                         | Pierre de Thoisy Quirin Bovy                             | Spice SE90C                        | D     | -      |
| DNQ    | C1     | 30  | GP Motorsport                         | Pierre de Thoisy Quirin Bovy                             | Cosworth DFZ 3.5L V8               | D     | -      |
| DNQ    | C1     | 59  | Paul Canary                           | Paul Canary Dennis Kazmerowski                           | Eagle 700                          | G     | -      |
| DNQ    | C1     | 59  | Paul Canary                           | Paul Canary Dennis Kazmerowski                           | Eagle 621/Schubeck 10.2L V8        | G     | -      |
| DNQ    | C1     | 61  | ASA Armagnac Bigorre                  | Noël del Bello Norbert Santos Daniel Boccard             | Norma M6                           | A     | -      |
| DNQ    | C1     | 61  | ASA Armagnac Bigorre                  | Noël del Bello Norbert Santos Daniel Boccard             | MGN W12 3.5L W12                   | A     | -      |

Legenda :DNQ = Não largou - DNF = Abandono - NC = Não classificado - DSQ= Desqualificado